# Louisville, Tennessee
Louisville är en kommun (town) i Blount County i Tennessee. Vid 2010 års folkräkning hade Louisville 2 439 invånare.